# Lionel Walter Rothschild, 2:e baron Rothschild

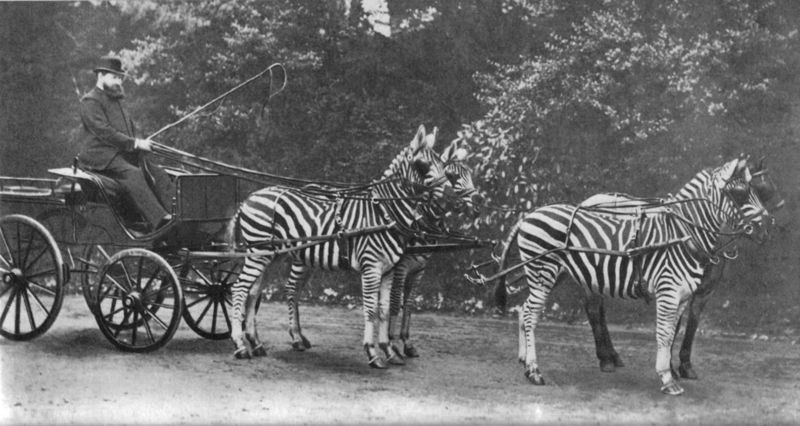
Rothschilds zebror

Lionel Walter Rothschild, 2:a baronen Rothschild, född 8 februari 1868, död 27 augusti 1937, var en brittisk bankir, politiker och zoolog. Han var medlem av den engelska grenen av finansfamiljen Rothschild.

## Biografi
Rothschild studerade vid Magdalene College, Cambridge och var sedan från 1889 till 1908 anställd i den familjeägda banken N M Rothschild and Sons. Ett besök hos Albert Günther väckte Lionels livslånga intresse för zoologi. Hans uppmärksamhet riktade sig främst på fåglarnas och fjärilarnas taxonomi. Därför deltog han i flera vetenskapliga expeditioner till nästan alla världsdelar.
I parken vid hans egen gård i Hertfordshire inrättades ett zoologiskt museum som 1892 öppnade för allmänheten. Från 1899 till 1910 var han ledamot av Storbritanniens underhus
År 1932 sålde Rothschild sin väldiga fågelsamling till American Museum of Natural History. Anledning var en utpressning från en okänd kvinna.
Lionel Walter Rothschild var även känd för några extravaganser, han höll till exempel känguruer i parken och använde zebror som dragdjur för sin diligens.

## Verk i urval
- Lionel Walter Rothschild (1898): Rough notes on the birds of the Bass Rock and neighbouring shores.
- Lionel Walter Rothschild (1907): Extinct Birds
- Lionel Walter Rothschild, Ernst Hartert: List of the collections of birds made by Albert S. Meek in the lower ranges of the Snow Mountains, on the Eilanden River, and on Mount Goliath during the years 1910 and 1911. i: Novitates Zoologicae. Tring 20.1913, 473-527. ISSN 0950-7655 (Notes on Lepidoptera collected by Albert S. Meek in Irian Jaya during 1910 and 1911, including descriptions of localitie)
- Walter Rothschild: The Avifauna of Laysan and the neighbouring islands with a complete history to date of the birds of the Hawaiian possession. R.H. Porter, London 1893-1900.
- Lionel Walter Rothschild, Ernst Hartert: The birds of the Admiralty Islands, north of German New Guinea i: Novitates Zoologicae. 21.1914, s. 281-298